# Tour de Bihor 2019
La 4.ª edición de la competición ciclista Tour de Bihor fue una carrera de ciclismo en ruta por etapas que se celebró entre el 7 y el 9 de junio de 2019 en Rumania, con inicio y final en la ciudad de Oradea sobre un recorrido de 504 kilómetros.
La carrera formó parte del UCI Europe Tour 2019 dentro de la categoría UCI 2.1. El vencedor final fue el colombiano Daniel Muñoz del Androni Giocattoli-Sidermec seguido del austriaco Markus Freiberger del Hrinkow Advarics y el checo Karel Hník del Elkov-Author

## Equipos participantes
Tomaron parte en la carrera 20 equipos: 1 de categoría Profesional Continental; 16 de categoría Continental y 3 selecciones nacionales. Formando así un pelotón de 117 ciclistas de los que acabaron 94. Los equipos participantes fueron:
| Equipo continental profesional- Androni Giocattoli-Sidermec Equipos continentales (16)- Adria Mobil - Apple Team - Team BridgeLane - Brunei Continental - D'Amico-UM Tools - Elkov-Author - Felbermayr Simplon Wels - Cycling Team Friuli - Giotti Victoria-Palomar - Hrinkow Advarics Cycleang - Maloja Pushbikers - Massi Vivo-Grupo Oresy - Minsk Cycling Club - Team Novak - Sangemini-Trevigiani-MG.Kvis - Voster ATS Team Equipos nacionales (3)- Turquía - Rumania - Ucrania |
| |

## Recorrido
El Tour de Bihor dispuso de tres etapas para un recorrido total de 504 kilómetros.
| Etapa       | Fecha    | Recorrido       | type                    | Distancia (km) | Ganador         | Líder        |
| ----------- | -------- | --------------- | ----------------------- | -------------- | --------------- | ------------ |
| 1.ª etapa   | 7 de jun | Oradea – Oradea | etapa llana             | 163            | Marko Kump      | Marko Kump   |
| 2.ª etapa A | 8 de jun | Oradea – Oradea | contrarreloj individual | 2              | Dušan Rajović   | Marko Kump   |
| 2.ª etapa B | 8 de jun | Oradea – Padiș  | etapa de media montaña  | 156            | Daniel Muñoz    | Daniel Muñoz |
| 3.ª etapa   | 9 de jun | Oradea – Oradea | etapa de media montaña  | 183            | Alois Kaňkovský | Daniel Muñoz |

## Desarrollo de la carrera

### 1.ª etapa
| Oradea - Oradea | etapa llana | (163 km) |

| \| Clasificación de la etapa \| Clasificación de la etapa \| Clasificación de la etapa \| Clasificación de la etapa \| Clasificación de la etapa \| \| Ciclista \| Ciclista \| Equipo \| Tiempo \| \| \| ------------------------- \| ------------------------- \| ----------------------------- \| ------------------------- \| ------------------------- \| \| 1.º \| Marko Kump \| Adria Mobil \| 3 h 54 min 39 s \| \| \| 2.º \| Matteo Pelucchi \| Androni Giocattoli-Sidermec \| + 0 s \| \| \| 3.º \| Leonardo Bonifazio \| Sangemini-Trevigiani-MG.Kvis \| + 0 s \| \| \| 4.º \| David Per \| Adria Mobil \| + 0 s \| \| \| 5.º \| Riccardo Stacchiotti \| Giotti Victoria-Palomar \| + 0 s \| \| \| 6.º \| Paolo Totò \| Sangemini-Trevigiani-MG.Kvis \| + 0 s \| \| \| 7.º \| Paweł Franczak \| Voster ATS Team \| + 0 s \| \| \| 8.º \| Alois Kaňkovský \| Elkov-Author \| + 0 s \| \| \| 9.º \| Antonio Di Sante \| Sangemini-Trevigiani-MG.K Vis \| + 0 s \| \| \| 10.º \| Wilmar Molina \| Team Novak \| + 0 s \| \| |                      |                               |                 |
| |                      |                               |                 |
| Fuente: ProCyclingStats |                      |                               |                 |
| Clasificación de la etapa |                      |                               |                 |
| Ciclista | Ciclista             | Equipo                        | Tiempo          |
| 1.º | Marko Kump           | Adria Mobil                   | 3 h 54 min 39 s |
| 2.º | Matteo Pelucchi      | Androni Giocattoli-Sidermec   | + 0 s           |
| 3.º | Leonardo Bonifazio   | Sangemini-Trevigiani-MG.Kvis  | + 0 s           |
| 4.º | David Per            | Adria Mobil                   | + 0 s           |
| 5.º | Riccardo Stacchiotti | Giotti Victoria-Palomar       | + 0 s           |
| 6.º | Paolo Totò           | Sangemini-Trevigiani-MG.Kvis  | + 0 s           |
| 7.º | Paweł Franczak       | Voster ATS Team               | + 0 s           |
| 8.º | Alois Kaňkovský      | Elkov-Author                  | + 0 s           |
| 9.º | Antonio Di Sante     | Sangemini-Trevigiani-MG.K Vis | + 0 s           |
| 10.º | Wilmar Molina        | Team Novak                    | + 0 s           |

| \| Clasificación general \| Clasificación general \| Clasificación general \| Clasificación general \| Clasificación general \| \| Ciclista \| Ciclista \| Equipo \| Tiempo \| \| \| --------------------- \| --------------------- \| ----------------------------- \| --------------------- \| --------------------- \| \| 1.º \| Marko Kump \| Adria Mobil \| 3 h 54 min 29 s \| \| \| 2.º \| Matteo Pelucchi \| Androni Giocattoli-Sidermec \| + 4 s \| \| \| 3.º \| Leonardo Bonifazio \| Sangemini-Trevigiani-MG.Kvis \| + 6 s \| \| \| 4.º \| David Per \| Adria Mobil \| + 10 s \| \| \| 5.º \| Riccardo Stacchiotti \| Giotti Victoria-Palomar \| + 10 s \| \| \| 6.º \| Paolo Totò \| Sangemini-Trevigiani-MG.Kvis \| + 10 s \| \| \| 7.º \| Paweł Franczak \| Voster ATS Team \| + 10 s \| \| \| 8.º \| Alois Kaňkovský \| Elkov-Author \| + 10 s \| \| \| 9.º \| Antonio Di Sante \| Sangemini-Trevigiani-MG.K Vis \| + 10 s \| \| \| 10.º \| Wilmar Molina \| Team Novak \| + 10 s \| \| |                      |                               |                 |
| |                      |                               |                 |
| Fuente: ProCyclingStats |                      |                               |                 |
| Clasificación general |                      |                               |                 |
| Ciclista | Ciclista             | Equipo                        | Tiempo          |
| 1.º | Marko Kump           | Adria Mobil                   | 3 h 54 min 29 s |
| 2.º | Matteo Pelucchi      | Androni Giocattoli-Sidermec   | + 4 s           |
| 3.º | Leonardo Bonifazio   | Sangemini-Trevigiani-MG.Kvis  | + 6 s           |
| 4.º | David Per            | Adria Mobil                   | + 10 s          |
| 5.º | Riccardo Stacchiotti | Giotti Victoria-Palomar       | + 10 s          |
| 6.º | Paolo Totò           | Sangemini-Trevigiani-MG.Kvis  | + 10 s          |
| 7.º | Paweł Franczak       | Voster ATS Team               | + 10 s          |
| 8.º | Alois Kaňkovský      | Elkov-Author                  | + 10 s          |
| 9.º | Antonio Di Sante     | Sangemini-Trevigiani-MG.K Vis | + 10 s          |
| 10.º | Wilmar Molina        | Team Novak                    | + 10 s          |

### 2.ª etapa A
| Oradea - Oradea | contrarreloj individual | (2 km) |

| \| Clasificación de la etapa \| Clasificación de la etapa \| Clasificación de la etapa \| Clasificación de la etapa \| Clasificación de la etapa \| \| Ciclista \| Ciclista \| Equipo \| Tiempo \| \| \| ------------------------- \| ------------------------- \| --------------------------- \| ------------------------- \| ------------------------- \| \| 1.º \| Dušan Rajović \| Adria Mobil \| 2 min 10 s \| \| \| 2.º \| Marko Kump \| Adria Mobil \| + 2 s \| \| \| 3.º \| Paweł Franczak \| Voster ATS Team \| + 2 s \| \| \| 4.º \| Matteo Pelucchi \| Androni Giocattoli-Sidermec \| + 3 s \| \| \| 5.º \| Jodok Salzmann \| Maloja Pushbikers \| + 4 s \| \| \| 6.º \| Michael Kukrle \| Elkov-Author \| + 4 s \| \| \| 7.º \| Alois Kaňkovský \| Elkov-Author \| + 4 s \| \| \| 8.º \| Daniel Crista \| Giotti Victoria-Palomar \| + 5 s \| \| \| 9.º \| Gašper Katrašnik \| Adria Mobil \| + 5 s \| \| \| 10.º \| Felix Ritzinger \| Maloja Pushbikers \| + 5 s \| \| |                  |                             |            |
| |                  |                             |            |
| Fuente: ProCyclingStats |                  |                             |            |
| Clasificación de la etapa |                  |                             |            |
| Ciclista | Ciclista         | Equipo                      | Tiempo     |
| 1.º | Dušan Rajović    | Adria Mobil                 | 2 min 10 s |
| 2.º | Marko Kump       | Adria Mobil                 | + 2 s      |
| 3.º | Paweł Franczak   | Voster ATS Team             | + 2 s      |
| 4.º | Matteo Pelucchi  | Androni Giocattoli-Sidermec | + 3 s      |
| 5.º | Jodok Salzmann   | Maloja Pushbikers           | + 4 s      |
| 6.º | Michael Kukrle   | Elkov-Author                | + 4 s      |
| 7.º | Alois Kaňkovský  | Elkov-Author                | + 4 s      |
| 8.º | Daniel Crista    | Giotti Victoria-Palomar     | + 5 s      |
| 9.º | Gašper Katrašnik | Adria Mobil                 | + 5 s      |
| 10.º | Felix Ritzinger  | Maloja Pushbikers           | + 5 s      |

| \| Clasificación general \| Clasificación general \| Clasificación general \| Clasificación general \| Clasificación general \| \| Ciclista \| Ciclista \| Equipo \| Tiempo \| \| \| --------------------- \| --------------------- \| --------------------------- \| --------------------- \| --------------------- \| \| 1.º \| Marko Kump \| Adria Mobil \| 3 h 56 min 40 s \| \| \| 2.º \| Matteo Pelucchi \| Androni Giocattoli-Sidermec \| + 6 s \| \| \| 3.º \| Dušan Rajović \| Adria Mobil \| + 9 s \| \| \| 4.º \| Paweł Franczak \| Voster ATS Team \| + 11 s \| \| \| 5.º \| Jodok Salzmann \| Maloja Pushbikers \| + 12 s \| \| \| 6.º \| Michael Kukrle \| Elkov-Author \| + 12 s \| \| \| 7.º \| Alois Kaňkovský \| Elkov-Author \| + 13 s \| \| \| 8.º \| Daniel Crista \| Giotti Victoria-Palomar \| + 13 s \| \| \| 9.º \| Gašper Katrašnik \| Adria Mobil \| + 13 s \| \| \| 10.º \| Nicholas White \| Team BridgeLane \| + 14 s \| \| |                  |                             |                 |
| |                  |                             |                 |
| Fuente: ProCyclingStats |                  |                             |                 |
| Clasificación general |                  |                             |                 |
| Ciclista | Ciclista         | Equipo                      | Tiempo          |
| 1.º | Marko Kump       | Adria Mobil                 | 3 h 56 min 40 s |
| 2.º | Matteo Pelucchi  | Androni Giocattoli-Sidermec | + 6 s           |
| 3.º | Dušan Rajović    | Adria Mobil                 | + 9 s           |
| 4.º | Paweł Franczak   | Voster ATS Team             | + 11 s          |
| 5.º | Jodok Salzmann   | Maloja Pushbikers           | + 12 s          |
| 6.º | Michael Kukrle   | Elkov-Author                | + 12 s          |
| 7.º | Alois Kaňkovský  | Elkov-Author                | + 13 s          |
| 8.º | Daniel Crista    | Giotti Victoria-Palomar     | + 13 s          |
| 9.º | Gašper Katrašnik | Adria Mobil                 | + 13 s          |
| 10.º | Nicholas White   | Team BridgeLane             | + 14 s          |

### 2.ª etapa B
| Oradea - Padiș | etapa de media montaña | (156 km) |

| \| Clasificación de la etapa \| Clasificación de la etapa \| Clasificación de la etapa \| Clasificación de la etapa \| Clasificación de la etapa \| \| Ciclista \| Ciclista \| Equipo \| Tiempo \| \| \| ------------------------- \| ------------------------- \| --------------------------- \| ------------------------- \| ------------------------- \| \| 1.º \| Daniel Muñoz \| Androni Giocattoli-Sidermec \| 3 h 54 min 16 s \| \| \| 2.º \| Markus Freiberger \| Hrinkow Advarics Cycleang \| + 19 s \| \| \| 3.º \| Karel Hník \| Elkov-Author \| + 50 s \| \| \| 4.º \| Mattia Bais \| Cycling Team Friuli \| + 50 s \| \| \| 5.º \| Radoslav Rogina \| Adria Mobil \| + 50 s \| \| \| 6.º \| Benjamin Brkic \| Felbermayr Simplon Wels \| + 50 s \| \| \| 7.º \| Chris Harper \| Team BridgeLane \| + 50 s \| \| \| 8.º \| Anatoliy Budyak \| Ucrania \| + 53 s \| \| \| 9.º \| Kevin Rivera \| Androni Giocattoli-Sidermec \| + 53 s \| \| \| 10.º \| Michal Schlegel \| Elkov-Author \| + 53 s \| \| |                   |                             |                 |
| |                   |                             |                 |
| Fuente: ProCyclingStats |                   |                             |                 |
| Clasificación de la etapa |                   |                             |                 |
| Ciclista | Ciclista          | Equipo                      | Tiempo          |
| 1.º | Daniel Muñoz      | Androni Giocattoli-Sidermec | 3 h 54 min 16 s |
| 2.º | Markus Freiberger | Hrinkow Advarics Cycleang   | + 19 s          |
| 3.º | Karel Hník        | Elkov-Author                | + 50 s          |
| 4.º | Mattia Bais       | Cycling Team Friuli         | + 50 s          |
| 5.º | Radoslav Rogina   | Adria Mobil                 | + 50 s          |
| 6.º | Benjamin Brkic    | Felbermayr Simplon Wels     | + 50 s          |
| 7.º | Chris Harper      | Team BridgeLane             | + 50 s          |
| 8.º | Anatoliy Budyak   | Ucrania                     | + 53 s          |
| 9.º | Kevin Rivera      | Androni Giocattoli-Sidermec | + 53 s          |
| 10.º | Michal Schlegel   | Elkov-Author                | + 53 s          |

| \| Clasificación general \| Clasificación general \| Clasificación general \| Clasificación general \| Clasificación general \| \| Ciclista \| Ciclista \| Equipo \| Tiempo \| \| \| --------------------- \| --------------------- \| --------------------------- \| --------------------- \| --------------------- \| \| 1.º \| Daniel Muñoz \| Androni Giocattoli-Sidermec \| 7 h 51 min 09 s \| \| \| 2.º \| Markus Freiberger \| Hrinkow Advarics Cycleang \| + 21 s \| \| \| 3.º \| Karel Hník \| Elkov-Author \| + 53 s \| \| \| 4.º \| Radoslav Rogina \| Adria Mobil \| + 53 s \| \| \| 5.º \| Chris Harper \| Team BridgeLane \| + 55 s \| \| \| 6.º \| Mattia Bais \| Cycling Team Friuli \| + 55 s \| \| \| 7.º \| Benjamin Brkic \| Felbermayr Simplon Wels \| + 56 s \| \| \| 8.º \| Michal Schlegel \| Elkov-Author \| + 58 s \| \| \| 9.º \| Anatoliy Budyak \| Ucrania \| + 1 min 02 s \| \| \| 10.º \| Kevin Rivera \| Androni Giocattoli-Sidermec \| + 1 min 08 s \| \| |                   |                             |                 |
| |                   |                             |                 |
| Fuente: ProCyclingStats |                   |                             |                 |
| Clasificación general |                   |                             |                 |
| Ciclista | Ciclista          | Equipo                      | Tiempo          |
| 1.º | Daniel Muñoz      | Androni Giocattoli-Sidermec | 7 h 51 min 09 s |
| 2.º | Markus Freiberger | Hrinkow Advarics Cycleang   | + 21 s          |
| 3.º | Karel Hník        | Elkov-Author                | + 53 s          |
| 4.º | Radoslav Rogina   | Adria Mobil                 | + 53 s          |
| 5.º | Chris Harper      | Team BridgeLane             | + 55 s          |
| 6.º | Mattia Bais       | Cycling Team Friuli         | + 55 s          |
| 7.º | Benjamin Brkic    | Felbermayr Simplon Wels     | + 56 s          |
| 8.º | Michal Schlegel   | Elkov-Author                | + 58 s          |
| 9.º | Anatoliy Budyak   | Ucrania                     | + 1 min 02 s    |
| 10.º | Kevin Rivera      | Androni Giocattoli-Sidermec | + 1 min 08 s    |

### 3.ª etapa
| Oradea - Oradea | etapa de media montaña | (183 km) |

| \| Clasificación de la etapa \| Clasificación de la etapa \| Clasificación de la etapa \| Clasificación de la etapa \| Clasificación de la etapa \| \| Ciclista \| Ciclista \| Equipo \| Tiempo \| \| \| ------------------------- \| ------------------------- \| ---------------------------- \| ------------------------- \| ------------------------- \| \| 1.º \| Alois Kaňkovský \| Elkov-Author \| 4 h 21 min 35 s \| \| \| 2.º \| Marko Kump \| Adria Mobil \| + 0 s \| \| \| 3.º \| Riccardo Stacchiotti \| Giotti Victoria-Palomar \| + 0 s \| \| \| 4.º \| Daniel Auer \| Maloja Pushbikers \| + 0 s \| \| \| 5.º \| Leonardo Bonifazio \| Sangemini-Trevigiani-MG.Kvis \| + 0 s \| \| \| 6.º \| Jaime Alberto Restrepo \| Team Novak \| + 0 s \| \| \| 7.º \| Andreas Hofer \| Hrinkow Advarics Cycleang \| + 1 s \| \| \| 8.º \| Siarhei Papok \| Minsk Cycling Club \| + 1 s \| \| \| 9.º \| Paolo Totò \| Sangemini-Trevigiani-MG.Kvis \| + 1 s \| \| \| 10.º \| Federico Burchio \| D'Amico UM Tools \| + 1 s \| \| |                        |                              |                 |
| |                        |                              |                 |
| Fuente: ProCyclingStats |                        |                              |                 |
| Clasificación de la etapa |                        |                              |                 |
| Ciclista | Ciclista               | Equipo                       | Tiempo          |
| 1.º | Alois Kaňkovský        | Elkov-Author                 | 4 h 21 min 35 s |
| 2.º | Marko Kump             | Adria Mobil                  | + 0 s           |
| 3.º | Riccardo Stacchiotti   | Giotti Victoria-Palomar      | + 0 s           |
| 4.º | Daniel Auer            | Maloja Pushbikers            | + 0 s           |
| 5.º | Leonardo Bonifazio     | Sangemini-Trevigiani-MG.Kvis | + 0 s           |
| 6.º | Jaime Alberto Restrepo | Team Novak                   | + 0 s           |
| 7.º | Andreas Hofer          | Hrinkow Advarics Cycleang    | + 1 s           |
| 8.º | Siarhei Papok          | Minsk Cycling Club           | + 1 s           |
| 9.º | Paolo Totò             | Sangemini-Trevigiani-MG.Kvis | + 1 s           |
| 10.º | Federico Burchio       | D'Amico UM Tools             | + 1 s           |

## Clasificaciones finales
Las clasificaciones finalizaron de la siguiente forma:

### Clasificación general
| \| Clasificación general \| Clasificación general \| Clasificación general \| Clasificación general \| Clasificación general \| \| Ciclista \| Ciclista \| Equipo \| Tiempo \| \| \| --------------------- \| --------------------- \| --------------------------- \| --------------------- \| --------------------- \| \| 1.º \| Daniel Muñoz \| Androni Giocattoli-Sidermec \| 12 h 12 min 44 s \| \| \| 2.º \| Markus Freiberger \| Hrinkow Advarics Cycleang \| + 21 s \| \| \| 3.º \| Karel Hník \| Elkov-Author \| + 53 s \| \| \| 4.º \| Radoslav Rogina \| Adria Mobil \| + 53 s \| \| \| 5.º \| Chris Harper \| Team BridgeLane \| + 55 s \| \| \| 6.º \| Mattia Bais \| Cycling Team Friuli \| + 55 s \| \| \| 7.º \| Benjamin Brkic \| Felbermayr Simplon Wels \| + 56 s \| \| \| 8.º \| Michal Schlegel \| Elkov-Author \| + 58 s \| \| \| 9.º \| Anatoliy Budyak \| Ucrania \| + 1 min 02 s \| \| \| 10.º \| Kevin Rivera \| Androni Giocattoli-Sidermec \| + 1 min 08 s \| \| |                   |                             |                  |
| |                   |                             |                  |
| Fuente: ProCyclingStats |                   |                             |                  |
| Clasificación general |                   |                             |                  |
| Ciclista | Ciclista          | Equipo                      | Tiempo           |
| 1.º | Daniel Muñoz      | Androni Giocattoli-Sidermec | 12 h 12 min 44 s |
| 2.º | Markus Freiberger | Hrinkow Advarics Cycleang   | + 21 s           |
| 3.º | Karel Hník        | Elkov-Author                | + 53 s           |
| 4.º | Radoslav Rogina   | Adria Mobil                 | + 53 s           |
| 5.º | Chris Harper      | Team BridgeLane             | + 55 s           |
| 6.º | Mattia Bais       | Cycling Team Friuli         | + 55 s           |
| 7.º | Benjamin Brkic    | Felbermayr Simplon Wels     | + 56 s           |
| 8.º | Michal Schlegel   | Elkov-Author                | + 58 s           |
| 9.º | Anatoliy Budyak   | Ucrania                     | + 1 min 02 s     |
| 10.º | Kevin Rivera      | Androni Giocattoli-Sidermec | + 1 min 08 s     |

### Clasificación de la montaña
| Clasificación de la montaña | Clasificación de la montaña | Clasificación de la montaña | Clasificación de la montaña | Clasificación de la montaña |
| Ciclista                    | Ciclista                    | Equipo                      | Puntos                      |                             |
| --------------------------- | --------------------------- | --------------------------- | --------------------------- | --------------------------- |
| 1.º                         | Daniel Muñoz                | Androni Giocattoli-Sidermec | 15 pts                      |                             |
| 2.º                         | Chris Harper                | Team BridgeLane             | 10 pts                      |                             |
| 3.º                         | Markus Freiberger           | Hrinkow Advarics Cycleang   | 10 pts                      |                             |
| 4.º                         | Andreas Hofer               | Hrinkow Advarics Cycleang   | 10 pts                      |                             |
| 5.º                         | Dominik Hrinkow             | Hrinkow Advarics Cycleang   | 10 pts                      |                             |
| 6.º                         | Felix Ritzinger             | Maloja Pushbikers           | 9 pts                       |                             |
| 7.º                         | Karel Hník                  | Elkov-Author                | 8 pts                       |                             |
| 8.º                         | Yehor Dementyev             | Team Novak                  | 8 pts                       |                             |
| 9.º                         | Daniel Lehner               | Felbermayr Simplon Wels     | 7 pts                       |                             |
| 10.º                        | Mattia Bais                 | Cycling Team Friuli         | 6 pts                       |                             |

### Clasificación de los puntos
| Clasificación por puntos | Clasificación por puntos | Clasificación por puntos     | Clasificación por puntos | Clasificación por puntos |
| Ciclista                 | Ciclista                 | Equipo                       | Puntos                   |                          |
| ------------------------ | ------------------------ | ---------------------------- | ------------------------ | ------------------------ |
| 1.º                      | Marko Kump               | Adria Mobil                  | 37 pts                   |                          |
| 2.º                      | Riccardo Stacchiotti     | Giotti Victoria-Palomar      | 26 pts                   |                          |
| 3.º                      | Leonardo Bonifazio       | Sangemini-Trevigiani-MG.Kvis | 26 pts                   |                          |
| 4.º                      | Alois Kaňkovský          | Elkov-Author                 | 25 pts                   |                          |
| 5.º                      | Daniel Muñoz             | Androni Giocattoli-Sidermec  | 20 pts                   |                          |
| 6.º                      | Markus Freiberger        | Hrinkow Advarics Cycleang    | 17 pts                   |                          |
| 7.º                      | Matteo Pelucchi          | Androni Giocattoli-Sidermec  | 17 pts                   |                          |
| 8.º                      | Karel Hník               | Elkov-Author                 | 15 pts                   |                          |
| 9.º                      | David Per                | Adria Mobil                  | 13 pts                   |                          |
| 10.º                     | Mattia Bais              | Cycling Team Friuli          | 13 pts                   |                          |

### Clasificación de los jóvenes
| Clasificación del mejor joven | Clasificación del mejor joven | Clasificación del mejor joven | Clasificación del mejor joven | Clasificación del mejor joven |
| Ciclista                      | Ciclista                      | Equipo                        | Tiempo                        |                               |
| ----------------------------- | ----------------------------- | ----------------------------- | ----------------------------- | ----------------------------- |
| 1.º                           | Kevin Rivera                  | Androni Giocattoli-Sidermec   | 12 h 13 min 52 s              |                               |
| 2.º                           | Emil Dima                     | Giotti Victoria-Palomar       | + 3 min 04 s                  |                               |
| 3.º                           | Massimo Orlandi               | Cycling Team Friuli           | + 7 min 05 s                  |                               |
| 4.º                           | Vladyslav Soltasiuk           | Ucrania                       | + 9 min 12 s                  |                               |
| 5.º                           | Vladimir Tsoy                 | Apple Team                    | + 10 min 07 s                 |                               |
| 6.º                           | Daniel Arroyave Cañas         | Team Novak                    | + 12 min 42 s                 |                               |
| 7.º                           | Jan Koller                    | Felbermayr Simplon Wels       | + 14 min 54 s                 |                               |
| 8.º                           | Lukas Reckendorfer            | Hrinkow Advarics Cycleang     | + 15 min 02 s                 |                               |
| 9.º                           | Franco Orocito                | D'Amico UM Tools              | + 15 min 04 s                 |                               |
| 10.º                          | Nicola Venchiarutti           | Cycling Team Friuli           | + 15 min 57 s                 |                               |

### Clasificación por equipos
| Clasificación por equipos | Clasificación por equipos          | Clasificación por equipos | Clasificación por equipos |
| Equipo                    | Equipo                             | Tiempo                    |                           |
| ------------------------- | ---------------------------------- | ------------------------- | ------------------------- |
| 1.º                       | Elkov-Author                       | 36 h 41 min 38 s          |                           |
| 2.º                       | Androni Giocattoli-Sidermec        | + 1 min 39 s              |                           |
| 3.º                       | Sangemini-Trevigiani-MG.Kvis       | + 7 min 50 s              |                           |
| 4.º                       | Maloja Pushbikers                  | + 8 min 23 s              |                           |
| 5.º                       | Ucrania                            | + 9 min 22 s              |                           |
| 6.º                       | Team Sauerland NRW p/b SKS GERMANY | + 10 min 58 s             |                           |
| 7.º                       | Minsk Cycling Club                 | + 12 min 15 s             |                           |
| 8.º                       | Voster ATS Team                    | + 12 min 34 s             |                           |
| 9.º                       | Adria Mobil                        | + 13 min 01 s             |                           |
| 10.º                      | Felbermayr Simplon Wels            | + 16 min 14 s             |                           |

## Evolución de las clasificaciones
| Etapa                   | Vencedor                | Clasificación general | Clasificación de la montaña | Clasificación de los puntos | Clasificación de los jóvenes | Clasificación por equipos |
| ----------------------- | ----------------------- | --------------------- | --------------------------- | --------------------------- | ---------------------------- | ------------------------- |
| 1.ª                     | Marko Kump              | Marko Kump            | Dominik Hrinkow             | Marko Kump                  | Wilmar Molina                | Adria Mobil               |
| 2.ª A                   | Dušan Rajović           | Marko Kump            | Dominik Hrinkow             | Marko Kump                  | Dušan Rajović                | Adria Mobil               |
| 2.ª B                   | Daniel Muñoz            | Daniel Muñoz          | Daniel Muñoz                | Daniel Muñoz                | Kevin Rivera                 | Elkov-Author              |
| 3.ª                     | Alois Kaňkovský         | Daniel Muñoz          | Daniel Muñoz                | Marko Kump                  | Kevin Rivera                 | Elkov-Author              |
| Clasificaciones finales | Clasificaciones finales | Daniel Muñoz          | Daniel Muñoz                | Marko Kump                  | Kevin Rivera                 | Elkov-Author              |

## UCI World Ranking
El Tour de Bihor otorgó puntos para el UCI World Ranking para corredores de los equipos en las categorías UCI WorldTeam, Profesional Continental y Equipos Continentales. Las siguientes tablas son el baremo de puntuación y los 10 corredores que obtuvieron más puntos:
| Posición              | 1.º | 2.º | 3.º | 4.º | 5.º | 6.º | 7.º | 8.º | 9.º | 10.º | 11.º | 12.º | 13.º-15.º | 16.º-25.º |
| Clasificación general | 125 | 85  | 70  | 60  | 50  | 40  | 35  | 30  | 25  | 20   | 15   | 10   | 5         | 3         |
| Por etapa             | 14  | 5   | 3   |     |     |     |     |     |     |      |      |      |           |           |
| Líder                 | 3   |     |     |     |     |     |     |     |     |      |      |      |           |           |

| Clasificación |                   |                             |         |       |       |       |
| Posición      | Ciclista          | Equipo                      | General | Etapa | Líder | Total |
| ------------- | ----------------- | --------------------------- | ------- | ----- | ----- | ----- |
| 1.º           | Daniel Muñoz      | Androni Giocattoli-Sidermec | 125     | 14    | 3     | 142   |
| 2.º           | Markus Freiberger | Hrinkow Advarics            | 85      | 5     | -     | 90    |
| 3.º           | Karel Hník        | Elkov-Author                | 70      | 3     | -     | 73    |
| 4.º           | Radoslav Rogina   | Adria Mobil                 | 60      | -     | -     | 60    |
| 5.º           | Chris Harper      | BridgeLane                  | 50      | -     | -     | 50    |
| 6.º           | Mattia Bais       | Friuli ASD                  | 40      | -     | -     | 40    |
| 7.º           | Benjamin Brkic    | Felbermayr-Simplon Wels     | 35      | -     | -     | 35    |
| 8.º           | Michal Schlegel   | Elkov-Author                | 30      | -     | -     | 30    |
| 9.º           | Marko Kump        | Adria Mobil                 | -       | 24    | 6     | 30    |
| 10.º          | Anatoliy Budyak   | Selección de Ucrania        | 25      | -     | -     | 60    |